# Chthon (roman)
Chthon  este un roman științifico-fantastic al scriitorului american Piers Anthony. Cartea a fost publicată  de Ballantine Books la 25 august 1967. Chthon a fost primul roman al scriitorului. Romanul a fost nominalizat la Premiul Hugo (1968) și la Premiul Nebula pentru cel mai bun roman (1967). Lui Anthony i-au trebuit șapte ani să-l scrie. Nu este doar un roman științifico-fantastic, ci (mai mult sau mai puțin) și un roman psihologic.
Romanul are o continuare, Phthor și două romane suplimentare în serie au fost scrise de Charles Platt: Plasm și Soma.

## Rezumat
Cartea are loc într-un viitor îndepărtat, când omenirea s-a răspândit în univers, la aproximativ 400 de ani după ce oamenii au realizat călătoria interstelară. Planeta principală este încă Pământul. Multe planete diferite au fost colonizate și o boală ciudată numită frig cuprinde galaxia. Frigul afectează planete întregi în valuri repetate și ucide peste jumătate din populație, cu excepția cazului în care oamenii fug de pe planetă imediat după ce se confruntă cu simptomele. 
Personajul principal este Aton Five dintr-o familie puternică de fermieri de pe planeta Hvee.  Aton aparține unei familii bogate, a cărui mamă a murit.  Familia Five trăiește vremuri grele de la moartea mamei lui Aton, ceea ce l-a determinat pe tatăl lui Aton, Aurelius, să-și abandoneze ferma pentru un timp pentru a căuta alinare pe alte planete. Se așteaptă ca Aton să devină un fermier de succes și să restabilească averea familiei sale. Acest lucru îi permite tatălui său să asigure o logodnă între Aton și fiica unei alte familii puternice. Cu toate acestea, Aton întâlnește o femeie ciudată și extrem de frumoasă în pădure pe nume Malice. El dezvoltă o obsesie pentru ea și, ignorând avertismentul tatălui său că este o sirenă legendară și periculoasă numită minionetă, părăsește Hvee să o caute, abandonându-și logodnica chiar înainte de a o întâlni.
Aton o întâlnește pe Malice, dar ea este deghizată și el nu o recunoaște. El îi povestește despre sentimentele sale amestecate de dragoste și ură față de minionetă și despre inutilitatea agonizantă a căutării sale. Mânia și mizeria lui o apropie pe Malice de el, dar, odată ce Aton o recunoaște pe Malice, încercările lui de a o iubi și de a face dragoste cu ea o îndepărtează, aprinzând și mai mult obsesia lui Aton. Aton se întoarce la tatăl său pe Hvee și promite să îngrijească ferma și să se căsătorească cu logodnica lui, dacă tatăl său îl poate scăpa de obsesia sa. Tatăl său îl trimite pe o planetă de refacere unde este îngrijit de o sclavă frumoasă pe nume Coquina. Cei doi se îndrăgostesc și își dau seama că Coquina a fost promisă ca logodnică lui Aton pe Hvee. Coquina a părăsit Hvee și a permis să fie făcută sclavă după rușinea că Aton a abandonat-o, iar familiile lor organizaseră în secret această reuniune. Aton promite să se căsătorească cu Coquina, dar apoi aproape că o ucide după ce a avut o viziune cu Malice. Considerat a fi dincolo de mântuire, Aton este condamnat pe viață în închisoarea subterană din Chthon.
Chthon este o mină de granat în care deținuții fac schimb cu granate pentru hrană. Un nivel superior al închisorii găzduiește criminalii mai puțin periculoși unde sunt modelate granate. Evadarea de la nivelul superior este imposibilă, deoarece toate tunelurile au fost sigilate. Granatele sunt de fapt extrase într-un nivel inferior rezervat criminalilor prea periculoși pentru a trăi pașnic la nivelul superior. Există zvonuri că evadarea de la nivelul inferior este posibilă prin caverne labirintice neexplorate. Când deținuții de la nivelul superior află că infracțiunea lui Aton a fost să iubească o minionetă, el este considerat prea periculos pentru a rămâne, dar merge de bunăvoie la nivelul inferior, deoarece singurul său interes este să scape și să o  găsească pe Malice.
Odată ajuns la nivelul inferior, Aton descoperă că este puțin probabil să supraviețuiască singur unei încercări de evadare, așa că îi manipulează pe deținuți într-o revoltă eșuată împotriva nivelului superior. Nivelul superior întrerupe proviziile de hrană ca răzbunare, forțând întreaga populație de deținuți să încerce să evadeze. Unul câte unul, deținuții sunt uciși de un monstru nevăzut cunoscut sub numele de himeră până când rămân doar câțiva. În ultima parte a evadării, un mucus începe să se acumuleze în gâtlejele supraviețuitorilor, distrugându-le puterea și voința până când toți, cu excepția lui Aton, cedează unei forme de zombificare. Aton află de la zombi că cavernele din Chthon sunt atât de complexe încât au dezvoltat o inteligență. Zombii sunt acum slujitorii lui Chthon, dar Chthon are nevoie de agenți de bunăvoie și îi promite lui Aton sănătate mintală în schimbul serviciului său. Aton insistă că trebuie să o găsească pe Malice și Chthon îl eliberează. Necunoscut lui Aton, Chthon consideră că omenirea este rea și plănuiește distrugerea ei prin agenți precum Aton.
Ajuns la suprafață, Aton întâlnește un bărbat care pretinde că îl caută pe Chthon pentru a-și putea însuși minele de granate. În realitate, acest bărbat este Bedside, singura altă persoană care a scăpat de Chthon, dar acum un agent de bunăvoie. Bedside merge cu Aton în timp ce călătorește pe planeta natală a lui Malice, Minion. Aton constată că populația feminină din Minion, minionetele, sunt toate identice între ele și sunt semi-telepatice. Frumusețea și tinerețea lor pot fi menținute veșnic prin emoții negative, în timp ce emoțiile pozitive le provoacă durere, iar dragostea suficient de intensă le ucide. Aton își dă seama că acesta a fost motivul pentru care Malice a fost atât de atrasă de el când era cel mai descurajat și frustrat.
Aton se întoarce pe Hvee unde o găsește și o confruntă pe Malice, el își dă seama că a fost orbit în fața adevărului și și-a suprimat amintirile. În cele din urmă acceptă că Malice este adevărata sa mamă, conceput  atunci când Aurelius a fost plin de tristețe după moartea fostei sale soții. Malice a încercat să-și insufle cultura lui Aton, cu emoțiile ei inversate, astfel încât să poată fi adus înapoi pe planeta Minion. Ca fiu al unei minionete, Aton este el însuși semi-telepatic și se bucură de emoțiile negative, cum ar fi frica și durerea colegilor săi deținuți, care au fost devorați de himera de pe  Chthon. Acest aspect pervers al firii sale era motivul pentru care nu reușise să o iubească pe Coquina și fusese închis pe Chthon. Aton este repulsat de acest aspect al lui însuși și Malice își dă seama că încercarea de a-i scoate la iveală natura lui de Minion l-ar împinge înapoi pe Chthon. Compasiunea ei (în termenii ei) pentru el nu poate permite acest lucru, așa că își încetează încercările și îi permite lui să o iubească în termeni „normali”, sacrificându-și viața în efortul de a-l salva.
Aton se scufundă în nebunie după moartea lui Malice, dar este îngrijit de Coquina sub sedare puternică, în timp ce mintea lui se repară. Bedside insistă să-l ducă pe Aton înapoi pe Chthon, iar Coquina este forțată să-l trezească. Aton se confruntă cu Bedside, iar Bedside sugerează că Chthon poate opri conflictul intern al lui Aton dintre Minionul său și natura umană. Bedside îl atrage pe Aton într-o turbulență violentă, dar Aton nu ajunge la crimă și își dă seama că sacrificiul  Malicei și grija  Coquinei au avut succes și că în sfârșit este capabil să-și depășească natura de Minion. El se întoarce la Coquina doar pentru a descoperi că ea moare de frig, care a lovit-o recent pe Hvee. Ea a ales să continue să aibă grijă de Aton decât să părăsească planeta pentru a se salva. Bedside l-a urmat pe Aton și face o ofertă finală: Chthon o va salva pe Coquina în schimbul serviciului lui Aton. Aton este de acord. Între timp, Chthon își dă seama că umanitatea nu este în întregime rea, iar viziunea sa asupra omenirii a fost denaturată de criminalii și nebunii care fuseseră închiși în peșteri. De asemenea, în vindecarea Coquinei, Chthon constată că frigul este un efect secundar neintenționat al unui mesaj transmis de un intelect superior în întreaga galaxie.